# Wai Ching Ho
Wai Ching Ho (nacida el 16 de noviembre de 1943) es una actriz de Hong Kong.
Es conocida por su papel de Madame Gao en el Universo cinematográfico de Marvel, apareciendo en Daredevil (2015-2016), Iron Fist y The Defenders (ambas de 2017). Prestó su voz a la abuela Wu en Red de Pixar y ha tenido una aparición recurrente en Awkwafina Is Nora de Queens. En teatro, también protagonizó la obra Endlings de Celine Song.

## Filmografía seleccionada

### Películas
| Año  | Título                     | Papel                     | Notas         |
| ---- | -------------------------- | ------------------------- | ------------- |
| 1990 | Cadillac Man               | Esposa asiática           |               |
| 1998 | Happiness                  | Estudiante #1             |               |
| 2003 | Robot Stories              | Bernice, Señora vendedora |               |
| 2008 | Adventures of Power        | Yolanda Fong              |               |
| 2010 | El aprendiz de brujo       | Mujer china               |               |
| 2012 | Premium Rush               | Hermana Chen              |               |
| 2015 | Tracers                    | Chen                      |               |
| 2017 | April Flowers              | April del futuro          |               |
| 2018 | Set It Up                  | Madre de kirsten          | Sin acreditar |
| 2019 | Estafadoras de Wall Street | Abuela de Destiny         |               |
| 2022 | Red                        | Wu                        | Voz           |
| 2023 | Sight                      | Alian                     |               |

### Televisión
| Año       | Título                            | Papel       | Notas                         |
| --------- | --------------------------------- | ----------- | ----------------------------- |
| 1987–1990 | One Life to Live                  | Kim         | 2 episodios                   |
| 1992      | Swans Crossing                    | Dra. Kamber | 2 episodios                   |
| 2001      | Law & Order                       | Sra. Ngai   | Episodio: "Teenage Wasteland" |
| 2001      | Law & Order: Special Victims Unit | Susan Guan  | Episodio: "Inheritance"       |
| 2001      | Law & Order: Criminal Intent      | Jane Yu     | Episodio: "Enemy Within"      |
| 2006      | Law & Order: Criminal Intent      | Sra. Wong   | Episodio: "Proud Flesh"       |
| 2009      | Flight of the Conchords           | Sra. Lee    | Episodio: "The Tough Brets"   |
| 2015      | Orange is the New Black           | Sra. Hu     | Episodio: "Ching Chong Chang" |
| 2015–2016 | Daredevil                         | Madame Gao  | 6 episodios                   |
| 2017      | Iron Fist                         | Madame Gao  | 9 episodios                   |
| 2017      | The Defenders                     | Madame Gao  | 6 episodios                   |
| 2016–2018 | Fresh Off the Boat                | Big Auntie  | 2 episodios                   |
| 2018      | New Amsterdam                     | June Chiang | Episodio: "Three Dots"        |
| 2019      | Two Sentence Horror Stories       | Ma          | Episodio: "Legacy"            |
| 2020–2023 | Awkwafina Is Nora from Queens     | Le-Wei      | 5 episodios                   |
| 2023      | Only Murders in the Building      | Mei-Mei     | Episodio: "Thirty"            |